# Laocun
Laocun (kinesiska: 捞村, 捞村乡) är en socken i Kina. Den ligger i provinsen Guizhou, i den sydvästra delen av landet, omkring 200 kilometer sydost om provinshuvudstaden Guiyang. Antalet invånare är 2965. Befolkningen består av 1 412 kvinnor och 1 553 män. Barn under 15 år utgör 21,0 %, vuxna 15-64 år 65 %, och äldre över 65 år 12,0 %.